# Cutro
Cutro is een gemeente in de Italiaanse provincie Crotone (regio Calabrië) en telt 10.474 inwoners (31-12-2004). De oppervlakte bedraagt 131,9 km², de bevolkingsdichtheid is 83 inwoners per km².
De volgende frazioni maken deel uit van de gemeente: San Leonardo, Steccato.

## Demografie
Cutro telt ongeveer 4079 huishoudens. Het aantal inwoners daalde in de periode 1991-2001 met 5,3% volgens cijfers uit de tienjaarlijkse volkstellingen van ISTAT.
| Jaar | Inwoneraantal |
| ---- | ------------- |
| 1991 | 11.431        |
| 2001 | 10.829        |

## Geografie
De gemeente ligt op ongeveer 226 m boven zeeniveau.
Cutro grenst aan de volgende gemeenten: Belcastro (CZ), Crotone, Isola di Capo Rizzuto, Mesoraca, Roccabernarda, San Mauro Marchesato, Scandale.

## Geboren
- Vincenzo Iaquinta (1979), voetballer